# Grutas de Longmen
Las grutas de Longmen (en chino tradicional, 龍門石窟; en chino simplificado, 龙门石窟; pinyin, Lóngmén Shíkū) están situadas a 12 kilómetros al sur de la ciudad de Luoyang en la provincia de Henan en la República Popular China. Las grutas, que contienen numerosos objetos budistas están entre dos montañas: Xiang Shan al este y Longmen Shan al oeste.
El río Yi cruza la zona; por eso a veces esta área se conoce como Yique (La puerta del río Yi). De norte a sur, la distancia cubierta por las grutas es de un kilómetro. Junto con las cuevas de Mogao y las grutas de Yungang, las grutas de Longmen son uno de los sitios con esculturas antiguas más famosos de toda China. Desde el año 2000 están consideradas como Patrimonio de la Humanidad por la Unesco.

## Datos
Hay 2.345 grutas y nichos, 2800 inscripciones, 40 pagodas y cerca de 100.000 imágenes budistas. El 30% de las cuevas data del periodo de la dinastía Wei del Norte, mientras que un 60% es de la época de la dinastía Tang y el otro 10% es de diferentes periodos.

## Historia
La construcción de las grutas se inició cuando la dinastía Wei del Norte trasladó la capital a Luoyang. A partir de ese momento, cada uno de los emperadores contribuyó en la construcción de las grutas. La construcción continuó durante las dinastías Sui y Tang. Cada una de las estatuas presenta un estilo distinto, no tanto por el periodo de construcción, sino porque están realizadas por artistas diferentes.

## Las grutas
- La Gruta de Fengxian es la mayor de todas las cuevas. Está situada en la parte más elevada de la montaña. Originariamente era un templo con techumbre de madera. En el centro se encuentra una estatua de 17 metros de alto que representa a Vaicorana. Está flanqueada por las estatuas de Ananda y Kashpaya sus dos discípulos preferidos.
- La Gruta de los diez mil budas fue construida en el año 680 por la emperatriz Wu Zetian. Se la conoce como la de los diez mil budas por las numerosas imágenes de buda esculpidas en la pared.
- Las Grutas de Binyang son tres cuevas iniciadas durante la dinastía Wei. La gruta central fue construida por el emperador Xuanwu en honor a sus padres. La construcción se inició en el año 500 y finalizó en el 523. La gruta norte no se completó hasta la dinastía Tang. Contiene una imagen de Amitābha y otras figuras. Finalmente, la gruta sur no fue completada hasta la dinastía Sui. Tiene múltiples inscripciones.
- La Gruta de Guyang es la más antigua de todo el conjunto. Tiene numerosas inscripciones y bajorrelieves así como una figura de Buda.
- La Gruta de las prescripciones médicas contiene más de 120 inscripciones con remedios para curar algunas enfermedades. Fue construida entre los años 550 y 557.

## Galería

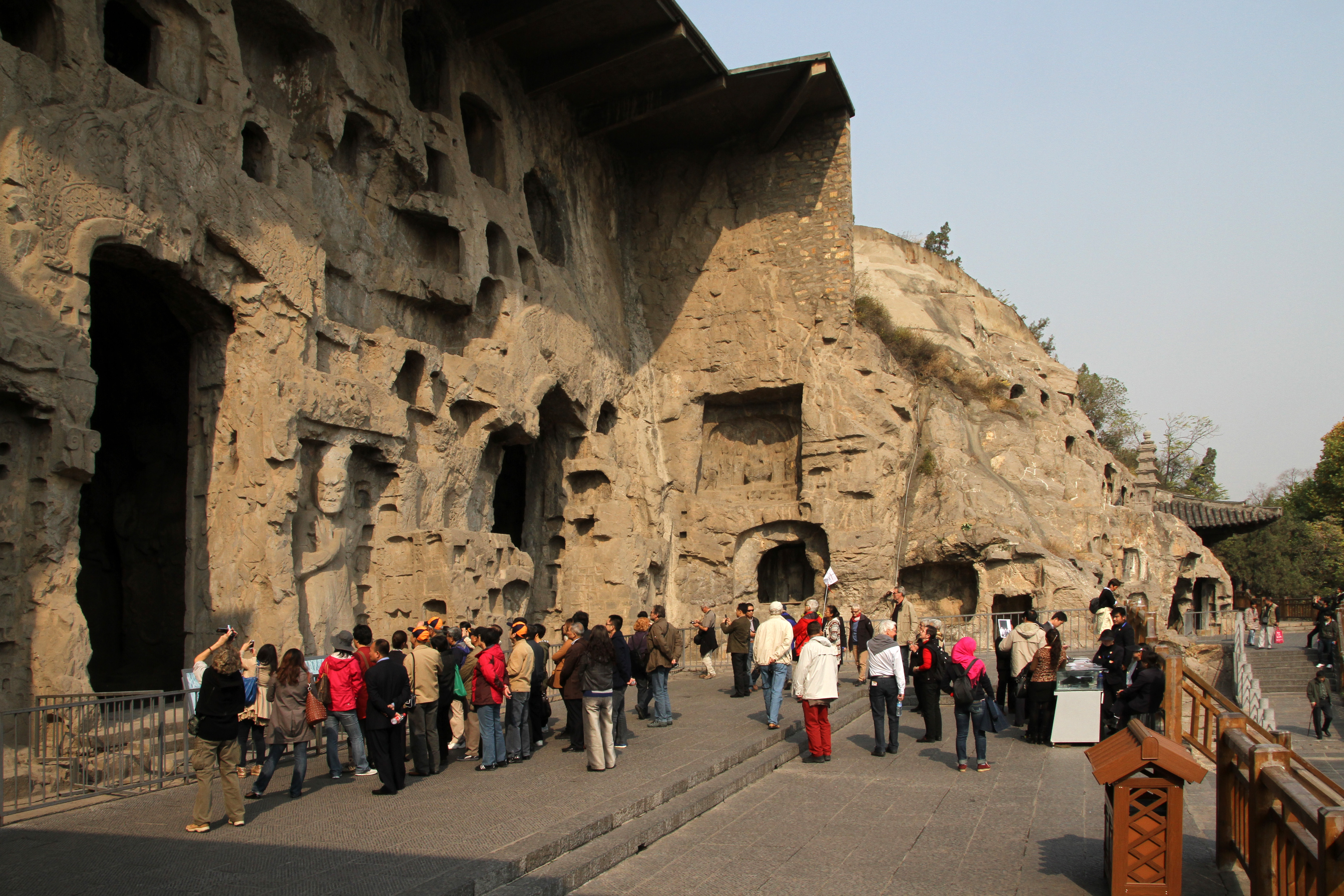
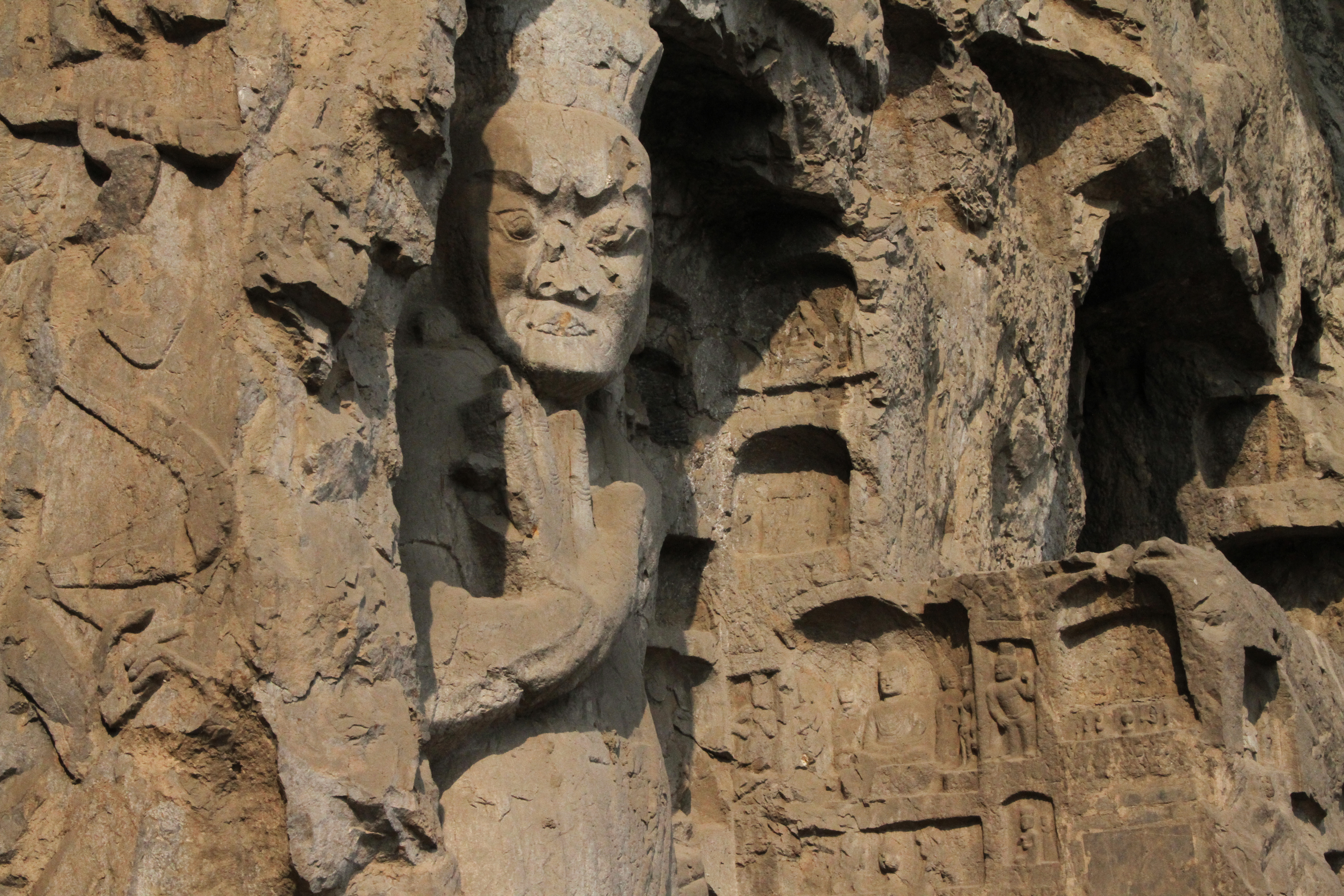
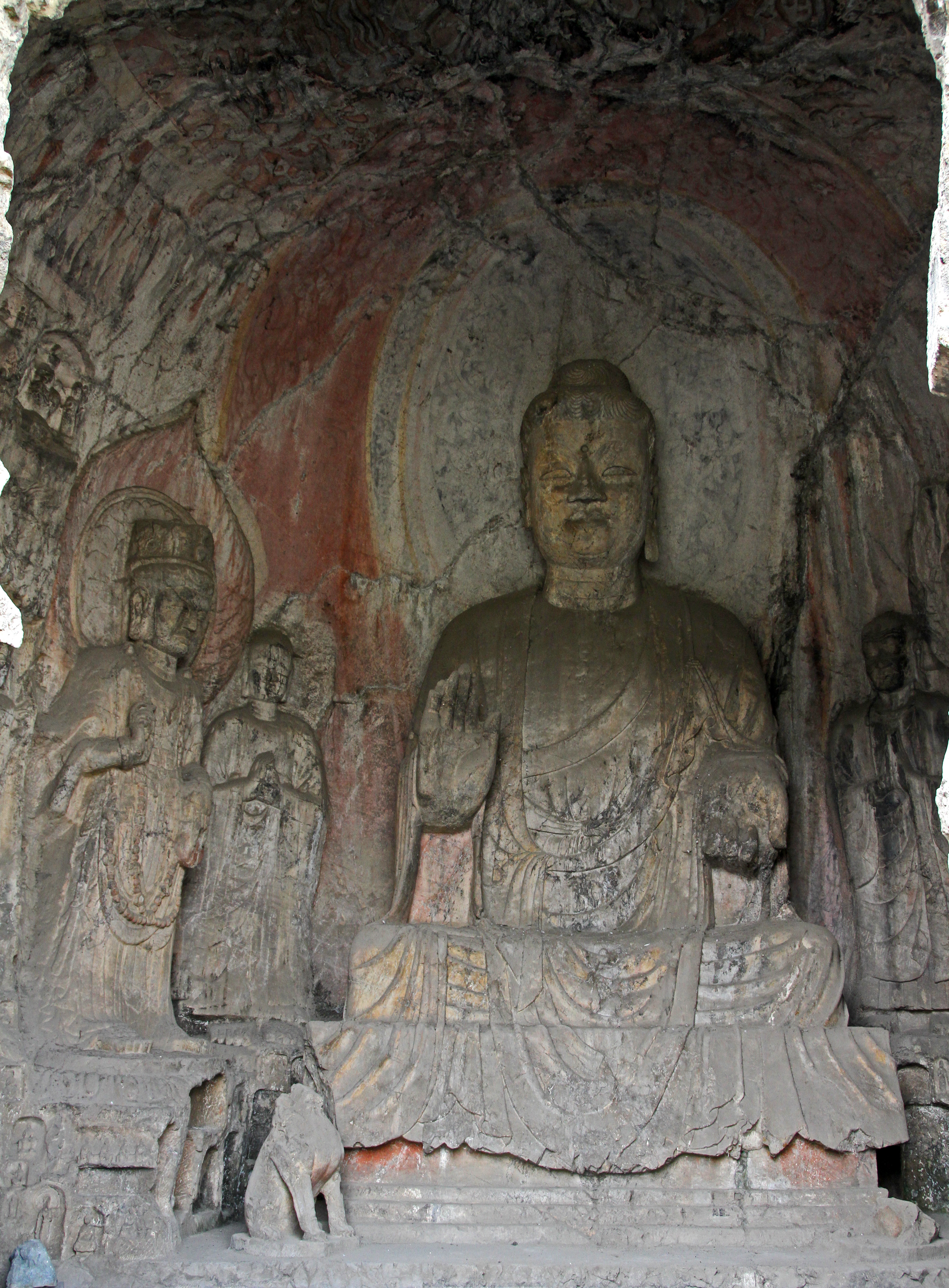
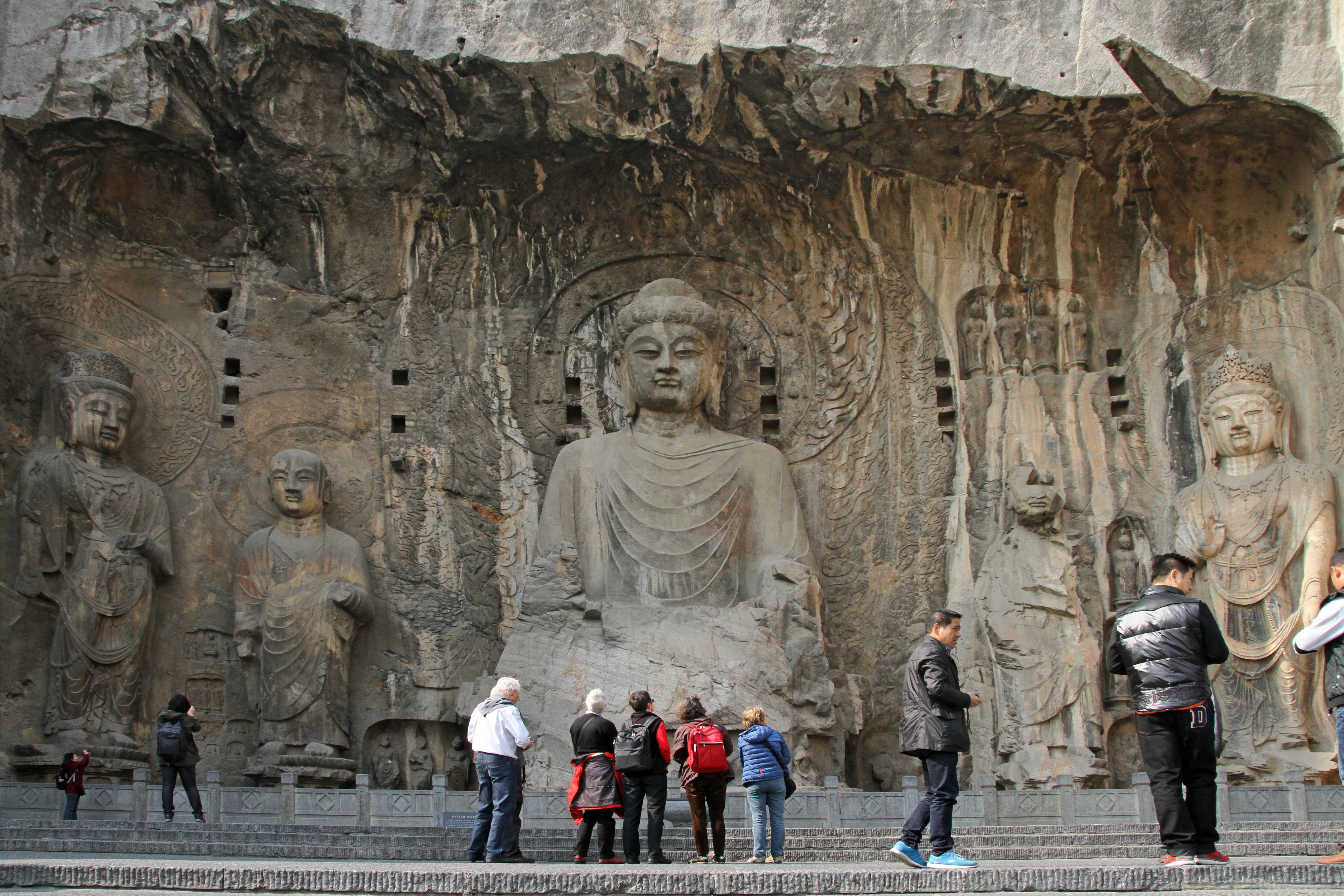
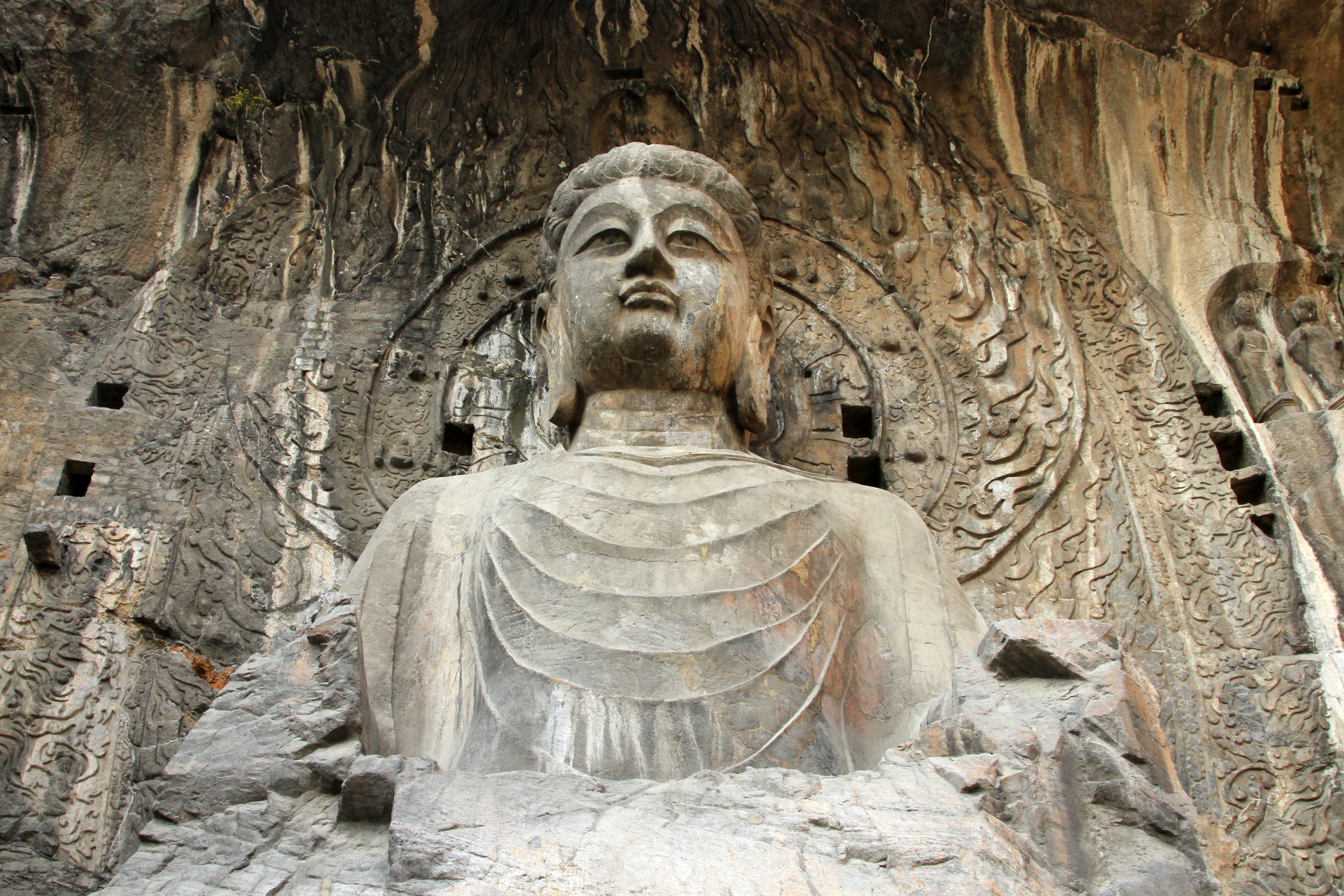
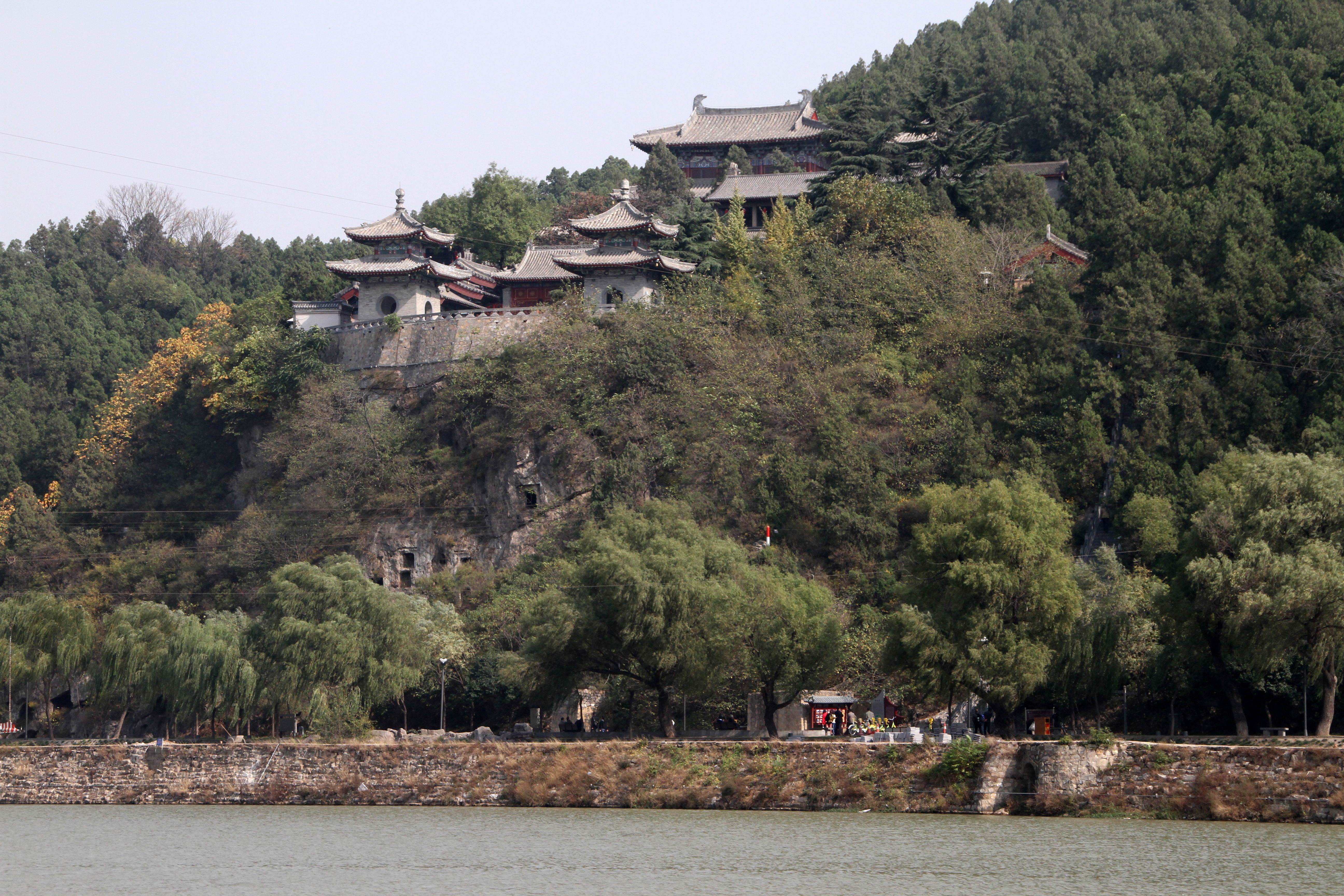